# Idaea latifasciaria
Idaea latifasciaria là một loài bướm đêm trong họ Geometridae.